# Shaman (groupe)
Pour les articles homonymes, voir Shaman.
Shaman est un groupe de heavy metal brésilien, originaire de São Paulo, dans l'État de São Paulo. Il est formé en 2000 par trois anciens membres du groupe Angra que sont Andre Matos, Ricardo Confessori et Luis Mariutti. Ces derniers quittent leur ancien groupe après l'album Fireworks pour cause de divergences musicales et engagent le frère de Luis Mariutti, Hugo Mariutti, pour occuper le poste de guitariste. Entre 2005 et 2006, le groupe emprunte le nom de Shaaman avant de revenir à Shaman. En 2014, le groupe annonce une pause à durée indéterminée.

## Biographie
Le groupe se forme initialement en 2000 sous le nom Shaman, d'après la chanson du même nom composée par Andre Matos sur l'album Holy Land d'Angra. Il est formé par trois anciens membres du groupe Angra que sont Andre Matos, Ricardo Confessori et Luis Mariutti. Ces derniers quittent leur ancien groupe après l'album Fireworks pour cause de divergences musicales, et engagent le frère de Luis Mariutti, Hugo Mariutti, pour occuper le poste de guitariste. Shaman se fait progressivement connaître dans la scène heavy metal. Le groupe commence avec une première tournée dans la première moitié de 2001, à travers l'Europe et l'Amérique latine. Le tout premier concert du groupe a lieu le 30 juin 2000 lors du festival Ruisrock de Turku en Finlande, et le premier spectacle du groupe au Brésil est organisé le 10 février 2001 à Recife.
Forgé dans le heavy metal, la musique classique et la world music, le groupe commence à enregistrer son premier album, intitulé Ritual, en janvier 2002. L'album est enregistré en Allemagne, à l'exception des morceaux de percussions et des instruments ethniques qui sont joués au Brésil. Il est produit par Sascha Paeth (Angra, Edguy, Avantasia, Virgo, Epica). Ritual est publié dans plus de 15 pays, et est accueilli assez positivement par l'ensemble de la presse spécialisée. Une tournée World Ritual Tour s'ensuit au Brésil, en Asie, en Amérique latine et en Europe. Ils joueront plus de 130 concerts à cette période. En août 2002, la chanson Fairy Tale devient le thème de la série télévisée locale O Beijo do Vampiro, faisant de Shaman le premier groupe à avoir une chanson diffusée par la chaîne Rede Globo.
Au cours de l'année 2003, Shaman se classe premier des médias spécialisés, et leur album est élu meilleur disque de l'année par les lecteurs du journal Folha de S.Paulo. En 2004, le groupe ouvre un spectacle pour Iron Maiden au stade Pacaembu de São Paulo devant environ 45 000 spectateurs.
Le groupe enregistre son premier live en 2003 au Credicard Hall qui fait notamment participer Tobias Sammet, Marcus Viana, Andi Deris, Sascha Paeth, George Mouzayek et Michael Weikath. Il est publié en CD et DVD, sous le titre RituAlive.
En 2005, leur deuxième album est enregistré. Ils publient l'album Reason en mai 2005 via AFM Records, qui présente un style musical plus mature et innovateur. L'album est enregistré au Brésil par le même producteur du premier album, Sascha Paeth, dans un esprit de heavy metal des années 1980. Cette même année, le groupe décide d'adopter le nom de Shaaman jusqu'en 2006. Le 10 octobre 2006, ils annoncent une pause temporaire.
En juillet 2007, une performance du groupe est annoncée à la radio locale Brasil 2000 107.3 FM le 1er août à 11 h, heure locale. Entre février et mars 2008, ils jouent dans leur pays natal aux côtés de Deep Purple. En août 2008, ils publient l'album Immortal.
En juillet 2012, le groupe annonce le tournage d'un clip de leur chanson Nocturnal Human Side à New York. En 2014, ils annoncent une pause musicale à durée indéterminée.

## Membres

### Derniers membres
- Ricardo Confessori - batterie (2000–2014)

### Anciens membres
- Andre Matos - chant, clavier (2000–2006)
- Hugo Mariutti - guitare, chœurs (2000–2006)
- Luís Mariutti - basse, chœurs (2000–2006)
- Thiago Bianchi - chant (2007–2013)
- Léo Mancini - guitare (2007–2013)
- Fernando Quesada - basse (2007–2013)
- Junior Carelli - clavier (2012–2013)

## Discographie
- 2001 : Demo (EP)
- 2003 : Ritual
- 2005 : RituAlive (album live)
- 2005 : Reason
- 2007 : Immortal
- 2010 : Origins

## Vidéographie
- 2003 : RituAlive
- 2008 : Anime Alive